# Leandro dos Santos de Jesus
Leandro dos Santos de Jesus más conocido como Makelele (Salvador, Brasil, 26 de febrero de 1985) es un futbolista brasileño que juega de mediocampista.
Su apodo Makelele se debe a cuando estaba en Santo André su compañero Didimar lo comparó físicamente con el futbolista francés Claude Makélélé.

## Clubes
| Club                        | País     | Año         |
| --------------------------- | -------- | ----------- |
| Santo André                 | Brasil   | 2004 - 2007 |
| Palmeiras                   | Brasil   | 2007 - 2008 |
| Grêmio                      | Brasil   | 2008 - 2009 |
| Coritiba                    | Brasil   | 2009        |
| Santo André                 | Brasil   | 2010        |
| Pelotas                     | Brasil   | 2011        |
| ABC                         | Brasil   | 2011        |
| Linense                     | Brasil   | 2012        |
| Académica                   | Portugal | 2012-2014   |
| Al Kuwait                   | Kuwait   | 2014-2015   |
| Cascavel                    | Brasil   | 2015        |
| Botafogo                    | Brasil   | 2016        |
| Rio Verde                   | Brasil   | 2016        |
| Espírito Santo              | Brasil   | 2018-2019   |
| Nacional Esporte Clube Ltda | Brasil   | 2019        |
| Sertãozinho Futebol Clube   | Brasil   | 2019-2020   |
| Alagoinhas Atlético Clube   | Brasil   | 2020        |
| Barcelona de Ilhéus         | Brasil   | 2020-2021   |
| CTE Colatina                | Brasil   | 2022-2024   |
| Alagoinhas Atlético Clube   | Brasil   | 2024-2025   |

## Palmarés

### Campeonatos regionales
| Título              | Club      | País   | Año  |
| ------------------- | --------- | ------ | ---- |
| Campeonato Paulista | Palmeiras | Brasil | 2008 |